# Cri (langue)
Pour les articles homonymes, voir Cri.
Ne doit pas être confondu avec Creek (langue).
 (novembre 2015).
Le cri est une langue algonquienne parlée par les Cris. 
Le cri avec l'innu-aimun, l'atikamekw et le naskapi forment ensemble un continuum linguistique du golfe du Saint-Laurent jusqu'aux montagnes Rocheuses. 
Si on considère le continuum comme une seule langue, le cri est la langue amérindienne la plus parlée au Canada mais souffre de la prédominance de l'anglais.

## Variétés
Le cri, qui s'étend sur un vaste territoire, comprend de nombreux dialectes ou variétés locales. Elles se distinguent par le traitement différent du -l- du proto-algonquien. De l’ouest à l’est, ces dialectes sont :

### Le cri des plaines
Aussi appelé « dialecte en y » (ᓀᐦᐃᔭᐍᐏᐣ, nēhiyawēwin) parlé en Alberta, dans le centre de la Saskatchewan et du  Manitoba, ainsi qu’au nord du Montana.

### Le cri des bois
Aussi appelé « dialecte en th (ð) » ou cri des rochers (Nīhithawīwin), parlé au nord de la Saskatchewan et du Manitoba.

### Le moskégon
Aussi appelé « dialecte en n » Le cri des marécages (Nēhinawēwin)
Parlé du nord de la Saskatchewan au nord du Manitoba et jusqu'à la baie d'Hudson, en Ontario.

### Le cri de Moose
Aussi appelé « dialecte en l » (Ililīmowin) est limité à Moose Factory, dans le nord de l’Ontario, au Sud de la baie d'Hudson.

## Les langues algonquiennes nordiques du Québec (cri-montagnais-naskapi)
Ces dialectes algonquiens font un continuum 
intelligible. Ils sont tous parlés au Nord-du-Québec

### Cri du Nord-du-Québec
Au sud de la côte est de la baie d’Hudson et sur la côte est de la baie de James. La section nommée  cri est divisé en sous-diaclectes: 
- Le premier est parlé à Whapmagoostui, Chisasibi et Wemindji.

l'iiyiyiuyimuwin (cri de l'Est du nord) 
- Le deuxième est parlé à Waskaganish et à Eastmain

l'iinuuayimuwin (cri de l'Est du sud).  
- Le troisième à l'intérieur des terres, à Mistissini, Waswanipi, Nemiscau, Oujé-Bougoumou et Washaw Sibi.

### L’atikamekw
Aussi appelé « dialecte en r » (parlé dans le centre du Québec).
Il comprend le dialecte d'Isle à la Crosse, au Nord de la Saskatchewan mais aussi, sans continuité géographique, le dialecte atikamekw au Québec.

### Innu-aimun et naskapi
- L'innu-aimun

(parlé au centre-nord du Québec, et sur les rives nord du fleuve Saint-Laurent et du  golfe du Saint-Laurent);
- Le naskapi

(parlé au nord-est du Québec et au nord du Labrador).

## Écriture

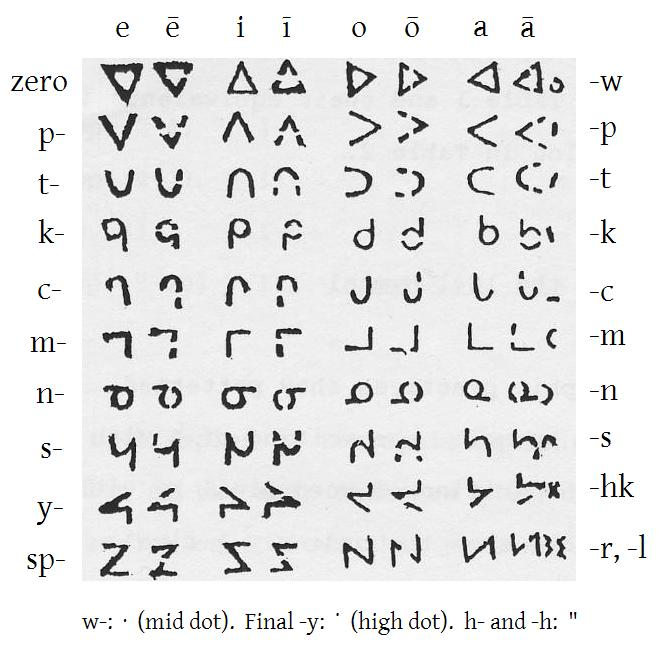
James Evans, 1841, Cree script.

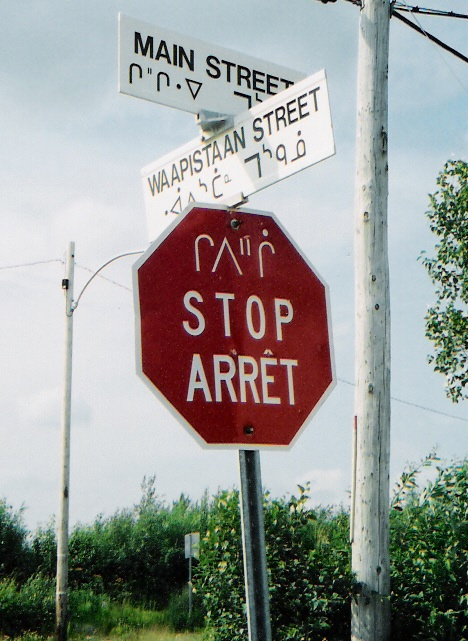
Signalisation routière trilingue en cri, anglais et français à Mistissini.

La langue crie peut s'écrire avec un syllabaire créé en 1841 par le révérend James Evans, qu'elle partage avec l'inuktitut et, dans certaines localités, avec l'ojibwé. Voici un tableau désignant les symboles les plus communs en cri.
|    | -a | -o | -i | -e |
| -- | -- | -- | -- | -- |
| -  | ᐊ  | ᐅ  | ᐃ  | ᐁ  |
| p- | ᐸ  | ᐳ  | ᐱ  | ᐯ  |
| t- | ᑕ  | ᑐ  | ᑎ  | ᑌ  |
| k- | ᑲ  | ᑯ  | ᑭ  | ᑫ  |
| c- | ᒐ  | ᒍ  | ᒋ  | ᒉ  |
| m- | ᒪ  | ᒧ  | ᒥ  | ᒣ  |
| n- | ᓇ  | ᓄ  | ᓂ  | ᓀ  |
| s- | ᓴ  | ᓱ  | ᓯ  | ᓭ  |
| y- | ᔭ  | ᔪ  | ᔨ  | ᔦ  |

### Livres en syllabaire cri
- Hymn Book. (par James Evans) Norway House, 1841.
- Catechism. (Trad. James Evans) Rossville, é.n.
- The Holy Bible. (Trad. John Sinclair, Henry Steinhauer) Londres, 1861.
- Bunyan: Pilgrim's Progress. (Trad. John Sinclair) Toronto, 1900.
- Cree Hymn Book. (par John McDougall) Toronto, 1888.
- Cree Hymn Book. (par Robert Steinauer, Egerton Steinauer) Toronto, 1920.
- The Epistle of Paul the Apostle to the Galatians. (Trad. Joseph Reader) Oonikup (Northwest Territory), S.a.
- The Acts of the Apostles and the Epistles. Londres, 1891.
- The Books of the New Testament. Londres, 1859.
- The Epistle of Paul the Apostle to the Ephesians; The Epistle of Jacob; The first Epistle General of John. (Trad. Thomas Hullburt) Rossville, 1857.
- The Travellers' Spiritual Provision (Calender) S.l., s. a.
- The Handbook to Scripture Truth: Words of Admonition, Counsel and Comfort. Toronto, 1893.
- Prières, Cantiques, Catéchisme etc. en langue crise. Montréal, 1886.

## Apprentissage
Une application cellulaire permettant d'apprendre le moskégon (ou « dialecte en n ») est créée en 2021.